# Беликов, Владимир Александрович
Влади́мир Алекса́ндрович Бе́ликов (1940—2015) — советский и российский прозаик и поэт.

## Биография
Обучался на философском факультете МГУ, но был отчислен в начале 60-х годов по политическим убеждениям. После по той же самой причине ушёл из Литературного института им. А. М. Горького.
Своё творчество начал со стихов, после стал писать прозу. Темами книг становились сравнительная мировая мифология и история планеты Земля, исторические и философские обобщения.
Владимир Беликов:
«С юности я писал стихи и прозу. За сорок лет накопилось где-то пару кубометров. Я был совершенно непечатным и творил, что называется, в стол. „Рассказы о самом-самом“ написаны в 1995 году, там обо всем необычном. Короткие рассказики, которые я собирал из двух источников. Первый — разговоры с людьми в тех местах, где бывал, а второй — переосмысление мировой литературы.»

## Книги
- «Литературные новости», № 3, 1992. Рассказы.
- Грустные рассказы. — М.: АСЛАН, 1994. — 80 с.
- «Арион», № 2, 1996, с.94-95. Стихи.
- «Истина и жизнь», № 4, 2005. 4 рассказа из книги «Рассказы о самом-самом».
- Змеиные корни земной культуры. Введение в макроисторию. — М.: Профит-Стайл, 2012. — 288 с.
- Змеиные корни земной культуры. Введение в макроисторию. Астрономическая макроистория России. — М.: Профит-Стайл, 2013. — 400 с. 2-е изд. испр. и доп.
- Рассказы о самом-самом и Записки Рейнгартена. — М.: Интеллектуальная Литература, 2014. — 222 с. / Рассказы о самом-самом и Записки Рейнгартена. — М.: Зебра Е, 2015. — 224 с.
- Дневник из будущего и стихи. — М.: Интеллектуальная Литература, 2014. — 320 с. / Дневник из будущего и стихи. — М.: Зебра Е, 2015. — 320 с.
- Небесное и Земное. Рассказы за 50 лет. — М.: Зебра Е., 2014. — 448 с.
- Боги, Люди, Звери, Травы. Рассказы за 50 лет. — М.: Зебра Е., 2015. — 480 с.